# Trierer Straße 63 (Weimar)

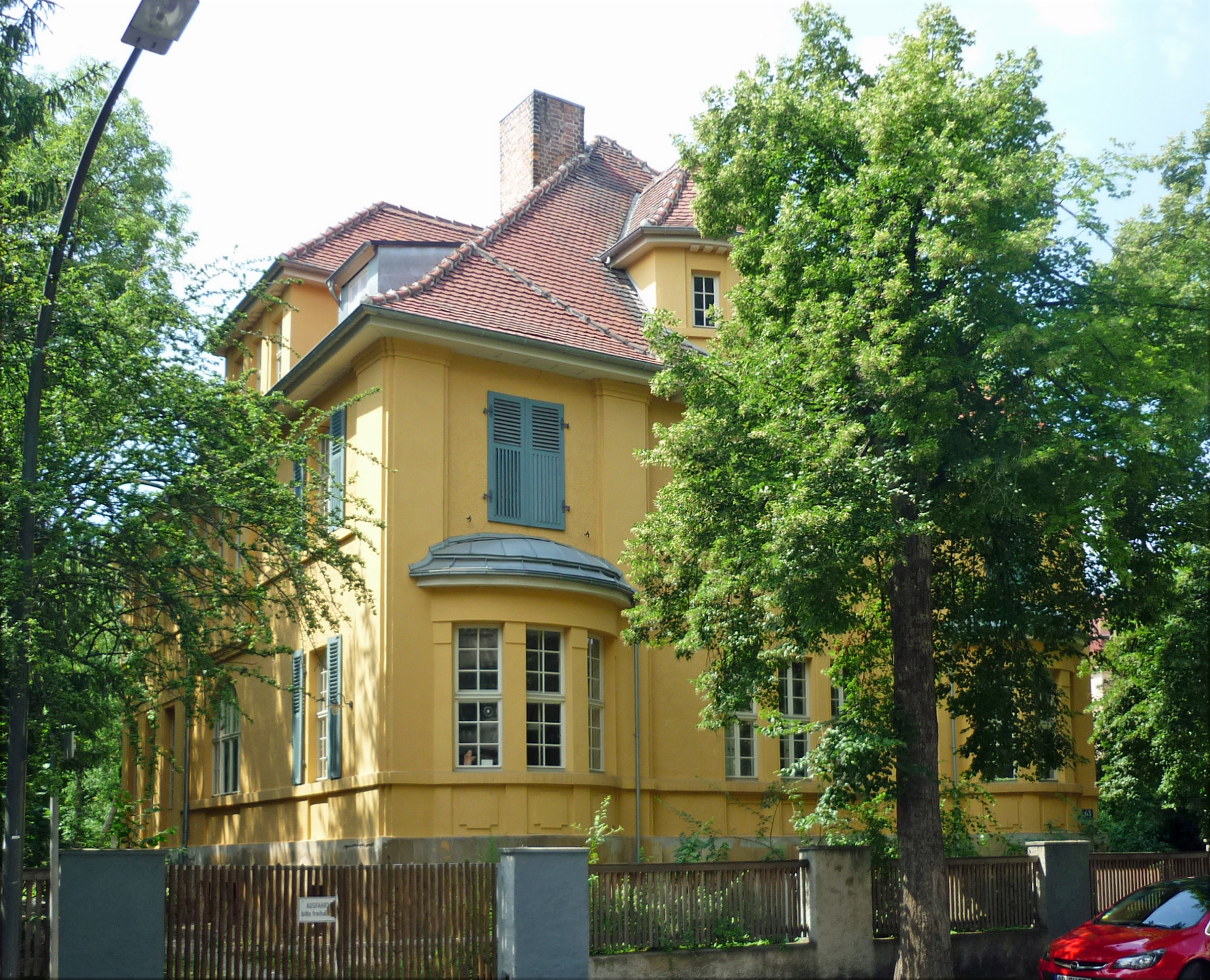
Trierer Straße 63

Die Villa Trierer Straße 63 in Weimar wurde 1912 errichtet. 
Die Villa entstand nach dem Entwurf von Hermann Wadel bzw. Paul Werschy. Wadel war Bauherr. Es ist ein Beispiel für eine repräsentative barockisierende Landhausarchitektur vor dem Ersten Weltkrieg. Der zweigeschossige verputzte  Bau ist vollständig unterkellert. Er besitzt ein ziegelgedecktes Walmdach. Im Jahre 1934 erfolgte im Auftrag der Versicherungsanstalt der sächsischen Gewerbekammern a. G. (Dresden) der Umbau der Eingangshalle nach Plänen von Fritz Taudte. Im Jahre 2008/09 wurde die Villa saniert.
Die gesamte Trierer Straße steht unter Denkmalschutz, auch explizit diese Villa. 